# سالار د کارکوت

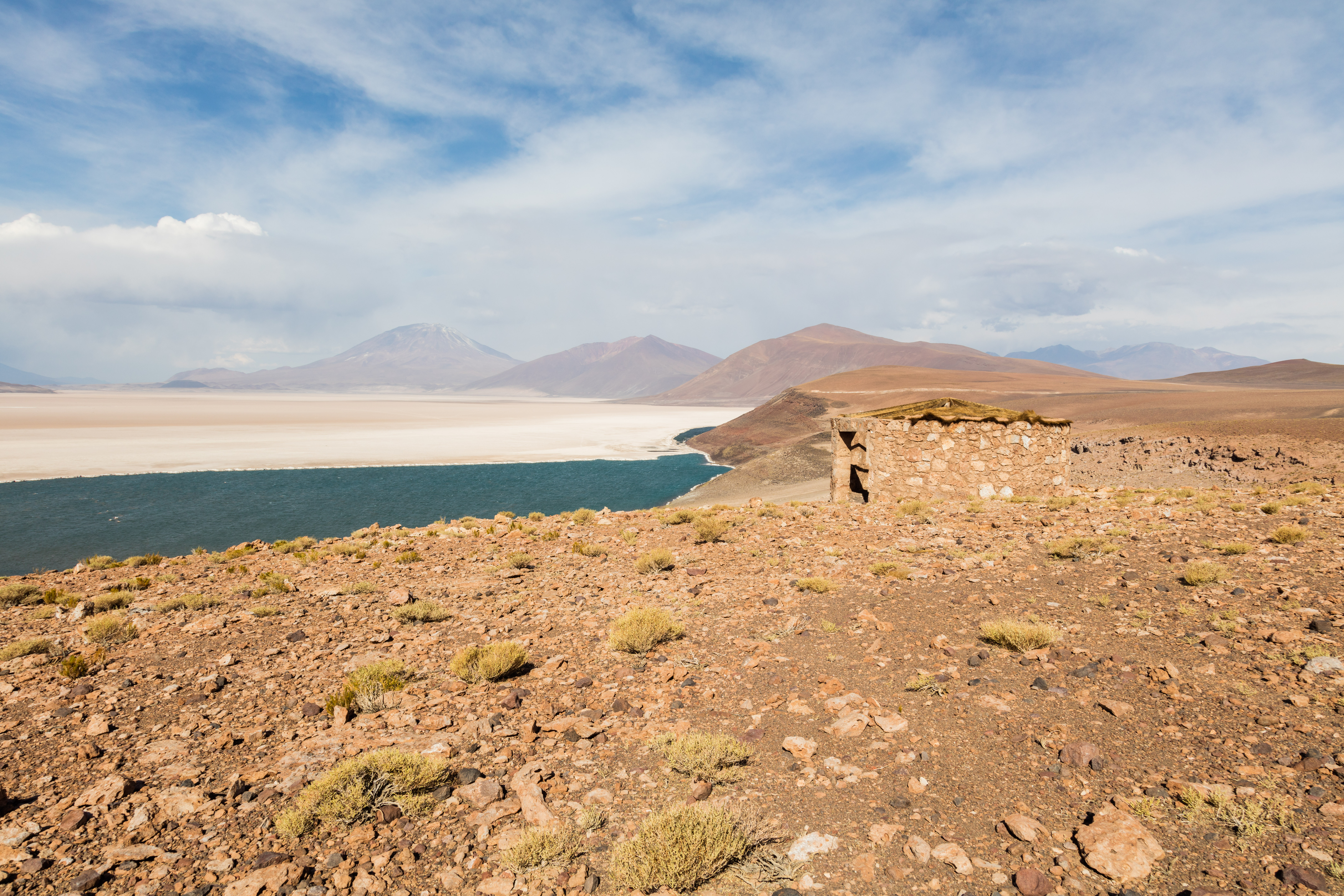
سالار د کارکوت

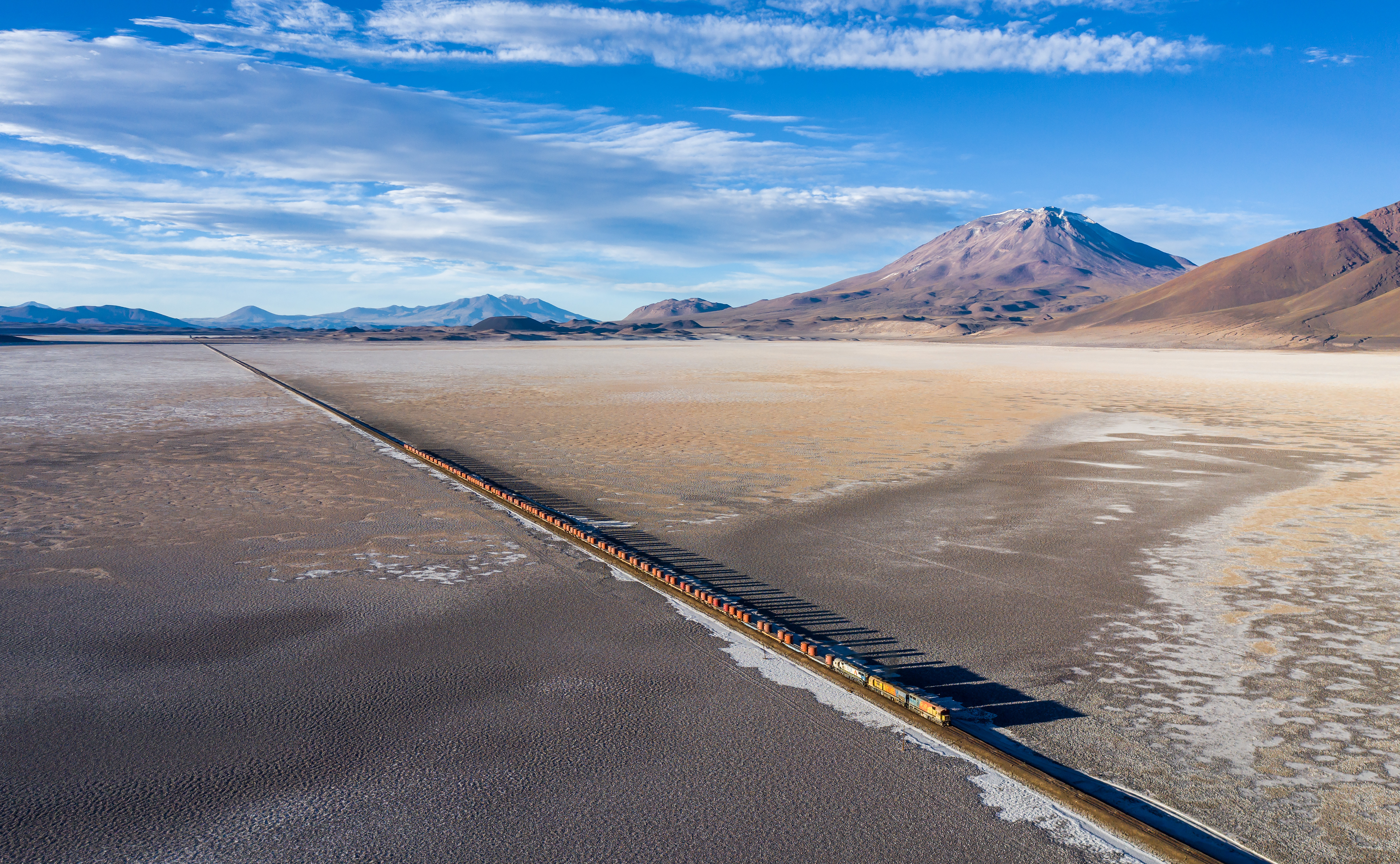
نگاره‌ای از یک قطار باربری متعلق به راه‌آهن آنتوفاگاستا و بولیوی در حال گذار از سالار دِ کارکوت.

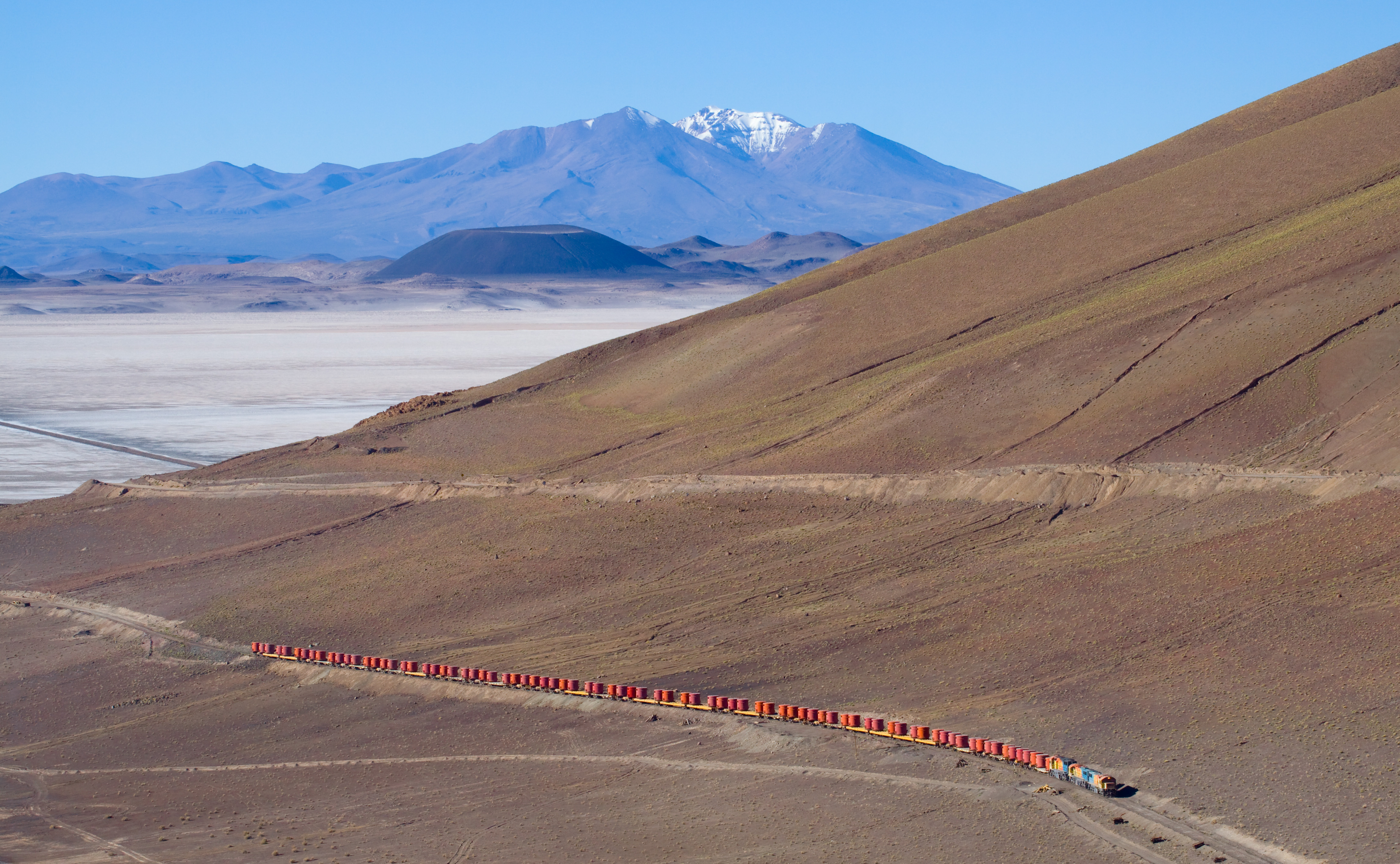
نگاره‌ای از یک قطار باربری متعلق به راه‌آهن آنتوفاگاستا و بولیوی در حال گذار از سالار دِ کارکوت.

سالار د کارکوت (انگلیسی: Salar de Carcote) یا سالار د سان مارتین (انگلیسی: Salar de San Martín) یک کویر واقع در شمال شیلی است. سالار در جنوب‌غربی اویاگوئه واقع شده‌است. وسعت این کویر، ۱۰۸ کیلومتر مربع بوده و ارتفاع سطح آن از سطح دریا ۳۶۹۰ متر است. اطراف منطقه با کوه‌های آتش‌فشانی اویاگوئه در شرق و آئوکانکوئیلچا در شمال احاطه شده‌است. حوزهٔ سالار د کارکوت با حوزهٔ رود لوآ در غرب و حوزهٔ سالار د آسکوتان در شرق برخورد می‌کند.